# Энфувиртид
Энфувиртид (МНН) — это ингибитор слияния ВИЧ, первый из класса антиретровирусных препаратов, используемых в антиретровирусной терапии для лечения инфекции ВИЧ-1. Он продается под торговой маркой Fuzeon.

## Структурная формула
Ac-Tyr-Thr-Ser-Leu-Ile-His-Ser-Leu-Ile-Glu-Glu-Ser-Gln-Asn-Gln-Gln-Glu-Lys-Asn-Glu-Gln-Glu-Leu-Leu-Glu-Leu-Asp-Lys-Trp-Ala-Ser-Leu-Trp-Asn-Trp-Phe-NH2

## История
Энфувиртид был создан в Университете Дьюка, где исследователи основали фармацевтическую компанию, известную как Trimeris. Тримерис начал разработку энфувиртида в 1996 году и первоначально обозначил его как Т-20. В 1999 году Trimeris вступил в партнерство с Hoffmann-La Roche, чтобы завершить разработку препарата. Он был одобрен Управлением по санитарному надзору за качеством пищевых продуктов и медикаментов (FDA) 13 марта 2003 года как первый ингибитор слияния ВИЧ, новый класс антиретровирусных препаратов. Он был одобрен на основе двух исследований, в которых сравнивалось влияние оптимизированных схем антиретровирусного лечения с добавлением энфувиртида и без него на вирусную нагрузку в сыворотке.

## Фармакология

### Механизм действия
Энфувиртид действует, нарушая молекулярный механизм ВИЧ-1 на заключительном этапе слияния с клеткой-мишенью, предотвращая инфицирование неинфицированных клеток. Биомиметический пептид, энфувиртид был разработан для имитации компонентов механизма слияния ВИЧ-1 и их замещения, предотвращая нормальное слияние. Лекарства, которые нарушают слияние вируса и клетки-мишени, называются ингибиторами проникновения или ингибиторами слияния.
ВИЧ связывается с рецептором CD4 + клетки хозяина через вирусный белок gp120; gp41, вирусный трансмембранный белок, затем претерпевает конформационное изменение, которое способствует слиянию вирусной мембраны с мембраной клетки-хозяина. Энфувиртид связывается с gp41, предотвращая создание поры входа для капсида вируса, удерживая его вне клетки.

### Микробиология
Энфувиртид считается активным только против ВИЧ-1. Низкая активность против изолятов ВИЧ-2 была продемонстрирована in vitro.
Различная восприимчивость к энфувиртиду наблюдалась у клинических изолятов, причем приобретенный иммунитет был результатом мутировавшего 10 аминокислотного мотива в вирусном gp41. Однако первичное сопротивление пока не наблюдается.

## Клиническое использование

### Показания
Энфувиртид показан для лечения ВИЧ-1-инфекции в сочетании с другими антиретровирусными препаратами у пациентов, у которых все другие методы лечения оказались неэффективными.

### Лекарственные формы
Благодаря своей пептидной природе энфувиртид продается в форме для инъекций. Лиофилизированный порошок энфувиртида должен быть подготовлен пациентом и вводиться дважды в день путем подкожной инъекции. В связи с хроническим характером этого вида терапии, эта лекарственная форма может быть серьезной проблемой для соблюдения пациентом режима приема лекарств.

### Побочные эффекты
Общие побочные реакции на препарат (≥1 % пациентов), связанные с терапией энфувиртидом, включают: реакции в месте инъекции (боль, уплотнение кожи, эритема, киста, зуд; наблюдаются почти у всех пациентов, особенно в первую неделю), периферическая невропатия, бессонница, депрессия, кашель, одышка, анорексия, артралгия, инфекции (включая бактериальную пневмонию) и / или эозинофилию. Нечасто возникают различные реакции гиперчувствительности (0,1-1 % пациентов), симптомы которых включают сыпь, лихорадку, тошноту, рвоту, озноб, гипотензию, повышение уровня печеночных трансаминаз; и, возможно, более тяжелые реакции, включая респираторный дистресс, гломерулонефрит и / или анафилаксию — повторное лечение не рекомендуется.